# Charles Duke
Charles Moss Duke (* 3. října 1935, Charlotte, Severní Karolína, USA) je americký astronaut z letu Apolla 16, který vstoupil jako desátý člověk na Měsíc.

## Život

### Mládí a výcvik
Vyrostl v Lancasteru v Jižní Karolíně. Společně s otcem jezdil na lov, chytat ryby a později své záliby rozšířil i na golf. Po absolvování základní a střední školy nastoupil do Akademie admirála Farraguta na Floridě. S výtečným prospěchem ji ukončil a se stipendiem pokračoval ve studiích na námořní akademii ve West Pointu (United States Naval Academy). Tady získal diplom inženýra námořních věd. Pak se rozhodl létat, v Georgii absolvoval základní letecký výcvik a později se zacvičil na lety s vrtulníkem a na letoun F-86. Byl poslán do vojenské služby do Evropy, tehdejší NSR. Po třech letech se v roce 1961 vrátil do USA a rozhodl se studovat dál, tentokrát na Massachusettský technologický institut. V roce 1964 zde získal diplom inženýra letectví a astronautiky. Nastoupil jako zkušební letec a později instruktor na základně Edwards a v dubnu 1966 byl přijat do NASA k týmu astronautů. V té době byl ženatý a měl dva syny (Thomase a Charlese). Pracoval mj. i jako operátor spojení v řídícím středisku při letu Apolla 11, pak byl nominován do záložní posádky Apolla 13, z níž byl stažen kvůli onemocnění zarděnkami. Nakonec se dočkal letu s Apollem 16 ve svých 36 letech.

### Let do vesmíru

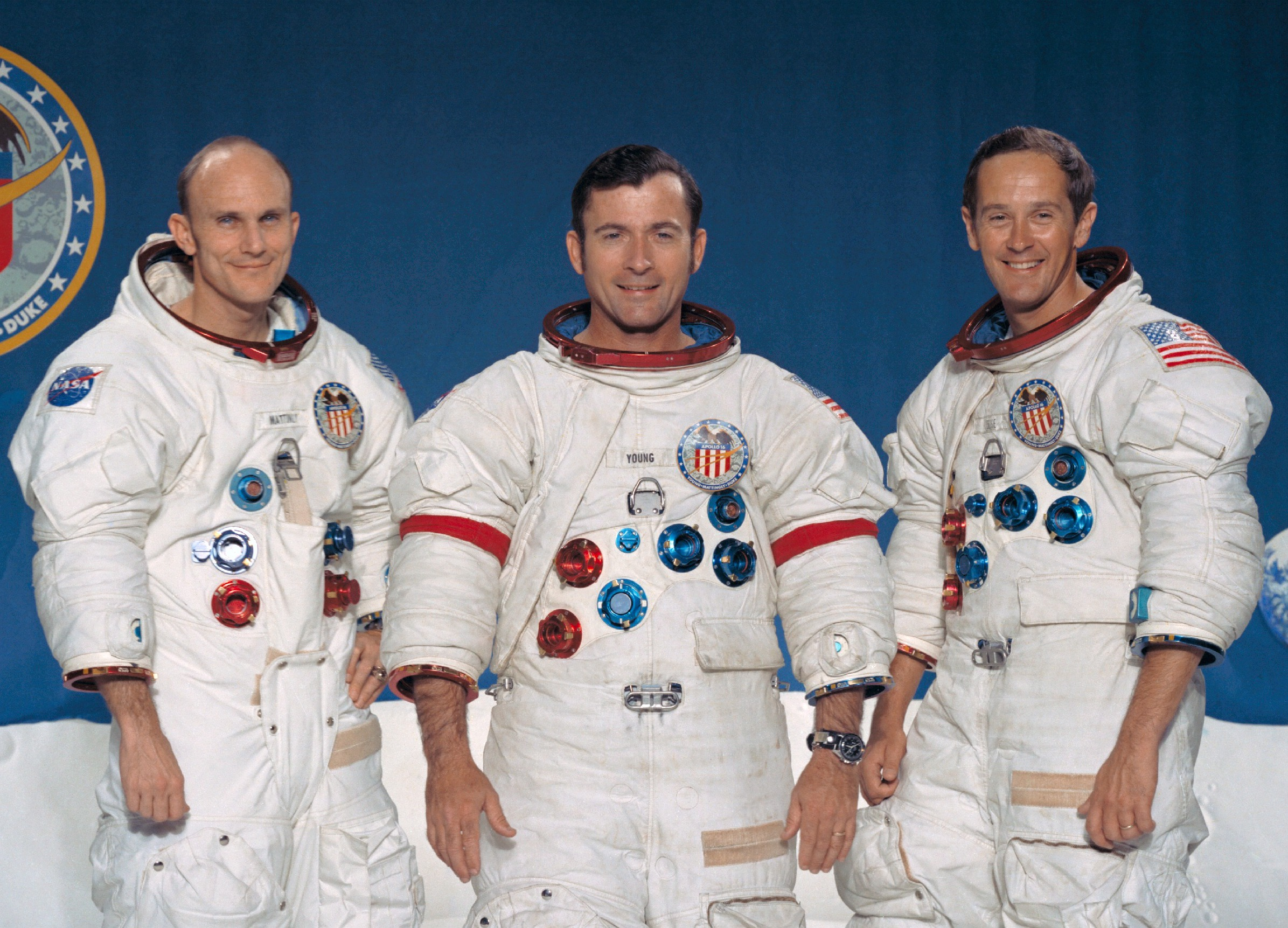
Posádka Apolla 16

Odstartoval v kosmické lodi Apollo 16 spolu s astronauty Johnem Youngem a Thomasem Mattinglym z mysu Canaveral na jaře roku 1972. Byl zde jako pilot lunárního modulu kosmické lodi. Cílem expedice bylo přistát na Měsíci. Zatímco na oběžné dráze Měsíce kroužil Mattingly, tak Young s Dukem na Měsíci přistáli a strávili zde 71 hodin. Duke byl desátým člověkem, který na Měsíc vstoupil. Po skončení průzkumu se vrátili na oběžnou dráhu a pak celá trojice v pořádku přistála s pomocí padáků na hladině Tichého oceánu po 11 dnech ve vesmíru.
- Apollo 16 (16. dubna 1972 – 27. dubna 1972)

### Po skončení letu
K 1. lednu 1976 z NASA i z armády odešel v hodnosti plukovníka vojenského letectva a věnoval se soukromému podnikání.
V roce 2005 byl na návštěvě v Praze a v Brně, která byla spojena s přednáškou, rozdáváním autogramů a vystoupením v televizi Nova.

## Galerie

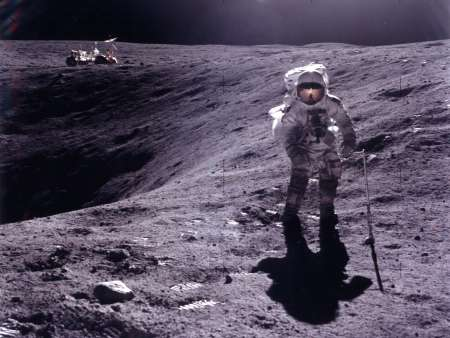
Charlie Duke
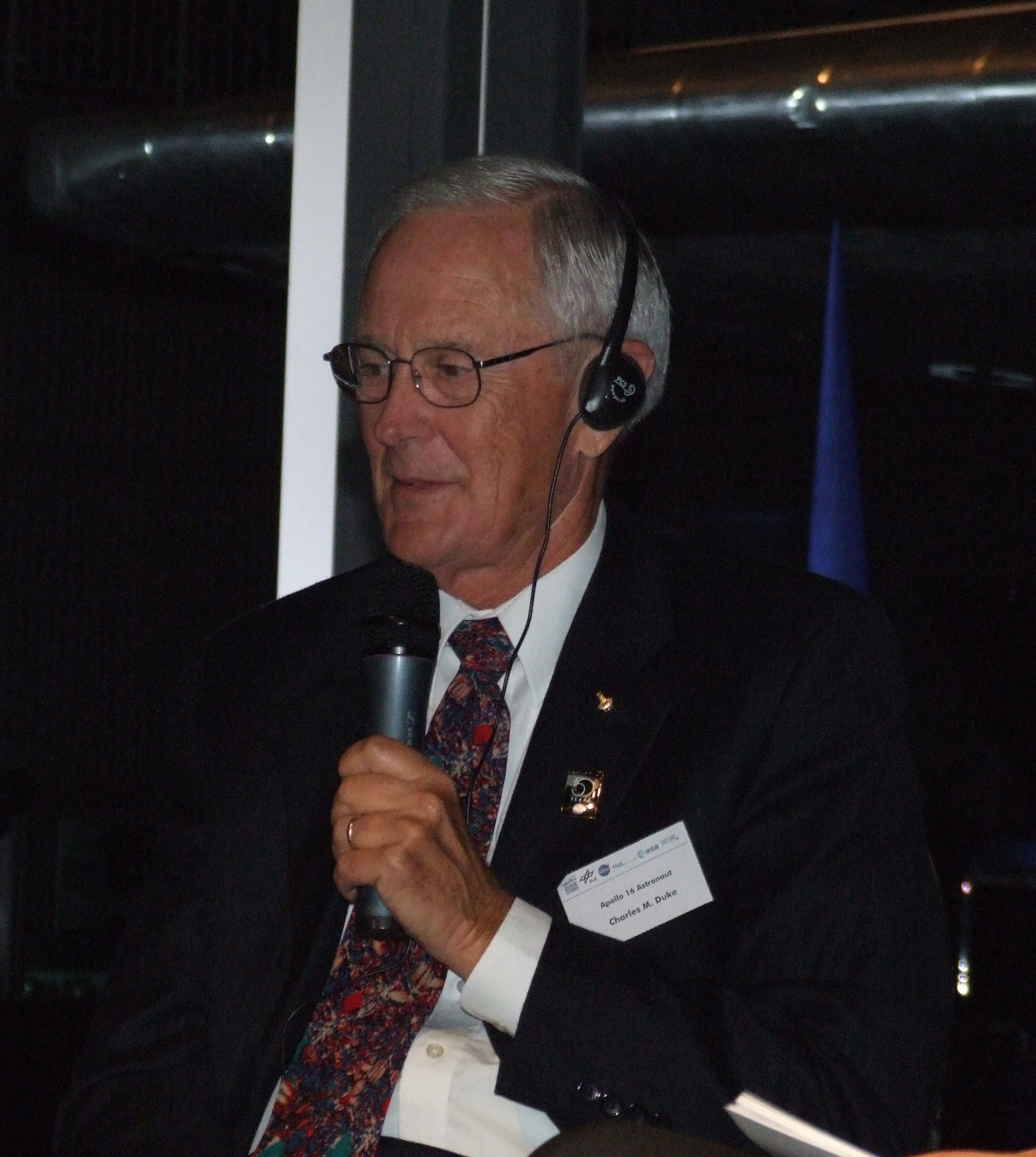
Charlie Duke, 2. října 2008, Technik Museum ve Špýru
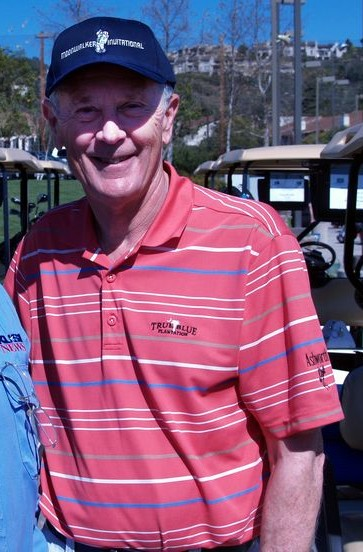
Charles Duke v lednu 2009